# Abbaye Saint-Pierre de Mersebourg
Pour les articles homonymes, voir Abbaye Saint-Pierre.
L'abbaye Saint-Pierre de Mersebourg est une ancienne abbaye bénédictine à Mersebourg, dans le Land de Saxe-Anhalt et le diocèse de Magdebourg.

## Histoire
Une église Saint-Pierre à Altenburg est mentionnée en 1012. Il est incertain que l'ancien chapitre de la cathédrale de Saint-Jean fut installé à cette époque.
Le monastère est probablement fondé avant 1073. En 1091, l'évêque Werner de Mersebourg et l'archevêque Hartwig de Magdebourg le consacrent. Le monastère est sous la forte influence des évêques et du chapitre de la cathédrale au cours des siècles suivants. En 1451, il rejoint la congrégation de Bursfelde.
Après 1543, une tentative d'établissement d'une école publique n'aboutit pas, le monastère est dissous en 1562. Les bâtiments sont abandonnés et démontés en grandes parties. En 1913, les vestiges conservés sont restaurés et un musée créé.